# Du hast
«Du hast» (с нем. — «Ты имеешь…») — второй сингл немецкой индастриал-метал-группы Rammstein из второго студийного альбома Sehnsucht и четвёртый с начала их карьеры. Песня была номинирована на премию «Грэмми» в категории «Лучшее метал-исполнение» в 1999 году.

## Текст
Авторы песни использовали игру слов. Немецкое «Du hasst» — «Ты ненавидишь» — созвучно названию песни. В тексте песни слово «hast» имеет ещё третье значение: вспомогательный глагол «haben» в немецком языке служит для образования прошедшего времени. Таким образом, «Du hast mich gefragt, und ich habe nichts gesagt» переводится как «Ты меня спросил(а), а я ничего не сказал».

## Видеоклип
«Сюжет клипа — мафиозные разборки, — объясняет Кристоф. — Я играю члена мафиозной группировки, который изменил ей из-за любви к женщине. За измену я должен ответить. Но эта история заканчивается так, как никто не предполагал».
В начале клипа чёрная «Волга» подъезжает к заброшенному зданию, стоящему посреди поля. За рулём — женщина в красном платье, рядом с ней Кристоф Шнайдер, ударник Rammstein. Оба взволнованы и напряжены. Они прощаются, Шнайдер достаёт из сумки пистолет и направляется к зданию.
Действие переносится в здание. Шнайдер выходит из темноты на свет, где стоят остальные участники Rammstein в чёрных костюмах и масках. Он останавливается перед ними, как обвиняемый на суде. Они снимают маски, на их лицах улыбки. Опасения Шнайдера оказываются напрасными — его встречают с распростёртыми объятьями, как пропавшего друга, все пьют алкоголь и дурачатся. В это время подруга Шнайдера, оставшаяся ждать его в машине, не находит себе места. Она представляет, что «друзья» Кристофа накачали его наркотиками, облили его бензином и подожгли, а после наблюдают, как горящий Шнайдер бредёт по залу.
Открыв глаза, женщина видит, как из здания выходят шестеро мужчин, в том числе и Шнайдер, который, взглянув на неё, тут же отворачивается. Миновав машину, в которой приехал, барабанщик смотрит на часы, и через несколько секунд она взрывается вместе с девушкой.

## Съёмки клипа
Съёмки пятого в карьере Rammstein видеоклипа, режиссёром которого стал Филипп Штольц, прошли в июне 1997 года в Бранденбурге, на лётном поле, около одного из бывших зданий Советской армии. Изначально планировалось провести съёмки при солнечном свете, но в день съёмок пошёл дождь и был сильный ветер, что значительно усложнило работу.
Возлюбленную героя клипа сыграла актриса театра Фольксбюне Астрид Мейерфельд
Сцена взрыва, уходящего внутрь, и чёрная хижина — отсылки к фильму «Шоссе в никуда» режиссёра Дэвида Линча, а сам сюжет «мафиозной разборки» — отсылка к фильму Квентина Тарантино «Бешеные псы». Музыканты Rammstein — поклонники творчества обоих режиссёров, они хотели показать это в клипе.
Для съёмок сцены с горящим человеком был привлечён каскадёр. Его одели в специальный асбестовый костюм, покрытый горючими материалами, и подожгли. Сцена с горящим человеком настолько заворожила съёмочную бригаду, что никто не сказал «снято». «Мы все стояли с открытыми ртами у камеры, — вспоминал оператор Себастьян Пфаффенбихлер, — у ассистента режиссёра были огромные глаза, и он не сказал „снято“». Каскадёр так и не дождался команды и сам бросился в бассейн.
Во время съёмок последней сцены взрыв вышел из-под контроля. «Бомба была, вообще-то, установлена профессиональными пиротехниками и соответствовала всем требованиям, — рассказывал Тилль Линдеманн, — но ударная волна свалила меня на землю, и огонь распространился за доли секунды на огромное пространство. Шнайдер во время этой сцены получил ожоги второй степени тяжести на руках и спине».

## Живое исполнение
В течение многих лет при исполнении Du Hast было использовано несколько трюков, например, телефон (якобы Тилль звонит и поёт припев) и арбалет, который в будущем использовался в номере на песню Du Riechst So Gut. Традиционно Du Hast исполняется на каждом концерте группы.

## Варианты изданий сингла
Европейское и австралийское издания сингла содержало, помимо самой песни «Du hast», два ремикса на неё — от продюсера всех альбомов Rammstein Якоба Хелльнера и шведской рэп-кор группы Clawfinger — и альбомную версию песни «Bück Dich» (которая отсутствовала в британском издании). Дизайном обложки сингла занимался Готфрид Хельнвайн, который работал над обложками альбома Sehnsucht, на обложке изображён Пауль Ландерс.
В США сингл вышел в двух версиях. Песня «Du hast» была переведена на английский язык, поэтому сингл получил название «Du Hast / You Hate Me», он содержал международную, англоязычную версию песни, получившую название «You Hate Me», её видеоверсию, а также ремикс на неё Якоба Хелльнера. Обложка американского сингла, на которой был изображён Тилль Линдеманн, повторяла обложку альбома Sehnsucht, отличие было только в том, что вместо «Sehnsucht» на ней было написано «Du hast».

### Список композиций
| №  | Название                                 | Длительность |
| -- | ---------------------------------------- | ------------ |
| 1. | «Du hast (Single Version)» (Ты…)         | 3:54         |
| 2. | «Bück dich (Album Version)» (Нагнись)    | 3:21         |
| 3. | «Du hast (Remix By Jacob Hellner)» (Ты…) | 6:44         |
| 4. | «Du hast (Remix By Clawfinger)» (Ты…)    | 5:24         |

## Значение
В марте 2023 года группа авторов американского издания Rolling Stone включила эту песню в список «100 величайших хеви-метал песен всех времён». В этом рейтинге она заняла 73-ю позицию, заметку о ней составила Бриттани Спанос.

## В фильмах
Композиция входила в саундтреки к различным фильмам. Ниже приведены следующие:
- Песня вошла в саундтрек к фильму «Матрица», но в фильме не звучит.
- Композиция звучит в фильме «Торчки».
- Также она входит в саундтрек видеоигр Guitar Hero 5 и Rock Band 3.
- Песня звучала в американском телесериале «Девочки Гилмор», в эпизоде 2x06 «Presenting Lorelai Gilmore».
- Песня звучит в рекламе напитка Adrenaline Rush.
- Использовалась в сериале Бэма Маргеры CKY2K.
- Песня звучала в эпизоде сериала HBO «Красавцы».

## Участники записи
- Тилль Линдеманн — основной вокал
- Рихард Круспе — соло-гитара, бэк-вокал
- Пауль Ландерс — ритм-гитара, бэк-вокал
- Оливер Ридель — бас-гитара
- Кристоф Шнайдер — ударные
- Кристиан Лоренц — клавишные
- Кристиана Хебольд — женский бэк-вокал[6]
- Марк Стагг — программирование

## Чарты
| Чарт                       | Высшая позиция |
| -------------------------- | -------------- |
| Singles Top 75             | 10             |
| UK Singles Chart           | 186            |
| Singles Top 100            | 5              |
| Alternative 30             | 2              |
| Singles Top 75             | 33             |
| Hot Mainstream Rock Tracks | 20             |